# Fischamend
Fischamend is een gemeente in de Oostenrijkse deelstaat Neder-Oostenrijk, gelegen in het district Bruck an der Leitha. Van 1954 tot 31 december 2016 was de gemeente deel van het district Wien-Umgebung (WU). De gemeente heeft ongeveer 5.150 inwoners.

## Geografie
Fischamend heeft een oppervlakte van 25,03 km². Het ligt in het noordoosten van het land, vlak bij de hoofdstad Wenen.
Ebergassing · Fischamend · Gablitz · Gerasdorf bei Wien · Gramatneusiedl · Himberg · Klein-Neusiedl · Klosterneuburg · Lanzendorf · Leopoldsdorf · Maria Lanzendorf · Mauerbach · Moosbrunn · Pressbaum · Purkersdorf · Rauchenwarth · Schwadorf · Schwechat · Tullnerbach · Wolfsgraben · Zwölfaxing
- Gemeinsame Normdatei: 4393868-1
- Nationale Bibliotheek van Israël: 987011549977105171
- Virtual International Authority File: 246940713
- WorldCat: E39PBJdMd7KbC4brwc9qFyM773